# Weißes Sortiment
Das weiße Sortiment und das gelbe Sortiment bilden eine informelle Einteilung des Molkereisortiments.
Zum weißen Sortiment zählt man:
- Konsummilch und Milchmischgetränke, meist auch UHT- und sterilisierte Milch
- Rahm
- Sauermilchprodukte, nicht jedoch Sauerrahmbutter und Sauermilchkäse (außer Quark/Frischkäse)
- Quark, Frischkäse und Frischkäsezubereitungen

Zum gelben Sortiment zählt man:
- Butter und Butterfett
- Alle Käse, die keine Frischkäse sind